# Shoi Sakaguchi
Shoi Sakaguchi (født 7. maj 1999) er en japansk fodboldspiller.
Han har spillet for flere forskellige klubber i sin karriere, herunder FC Tokyo.